# Johnny Kelly
Johnny Kelly est un batteur américain né le 9 mars 1968.
Il rejoint le groupe de doom metal/metal gothique Type O Negative en 1994. Il est également batteur du groupe Seventh Void, et de Danzig à partir de 2002. Au sein de ces 3 groupes, il joue avec le guitariste Kenny Hickey.
Il remplace Will Hunt au sein de Black Label Society à partir du 25 février 2011 lors du concert donné à Paris, la Cigale. 
Par ailleurs, il officie également au sein de Earl's Court, un groupe de reprises de Led Zeppelin.